# Kapok (miasto)
Kapok – miasto w Brunei, w dystrykcie Brunei-Muara.